# Arredio-oliváceo
Rabo-espinhoso-oliváceo ou arredio-oliváceo (Cranioleuca obsoleta) é uma espécie de ave da família Furnariidae.
Pode ser encontrada nos seguintes países: Argentina, Brasil e Paraguai.
Os seus habitats naturais são: florestas temperadas e florestas subtropicais ou tropicais húmidas de baixa altitude.